# Gyógyszerek stabilitása

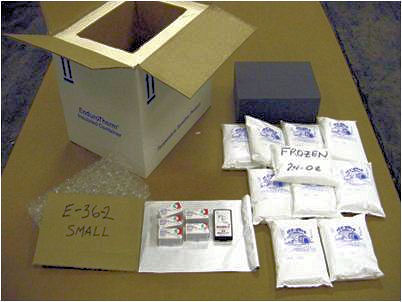
Csomagolás, és azok az összetevők, amelyek a gyógyszerek hideg hőmérsékleten történő szállítását biztosítják. 2011. szeptember 13.

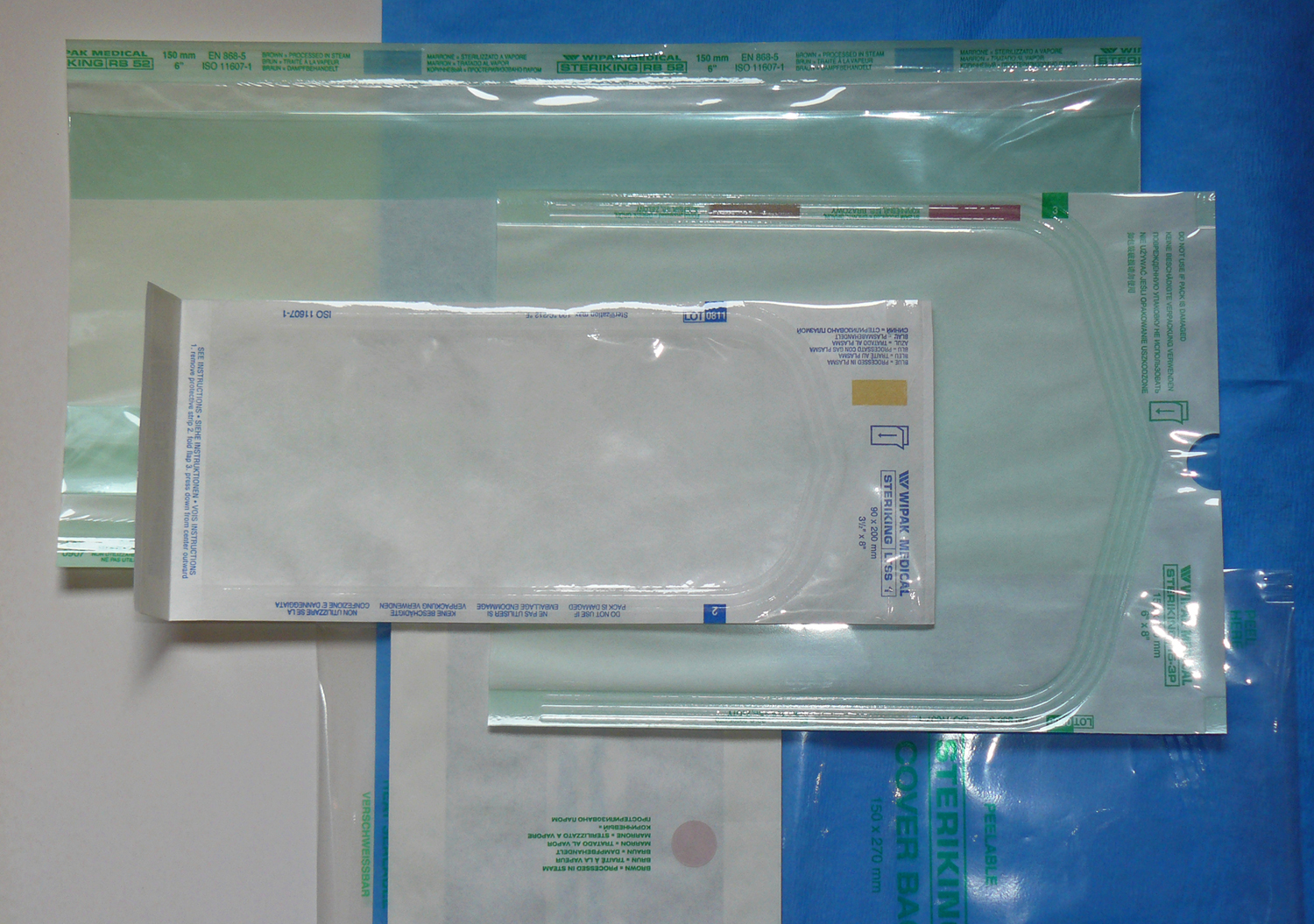
Steril gyógyszerek, gyógyászati-segédeszközök szállításánál a sérülésmentességre is figyelni kell. 2011. február 20.

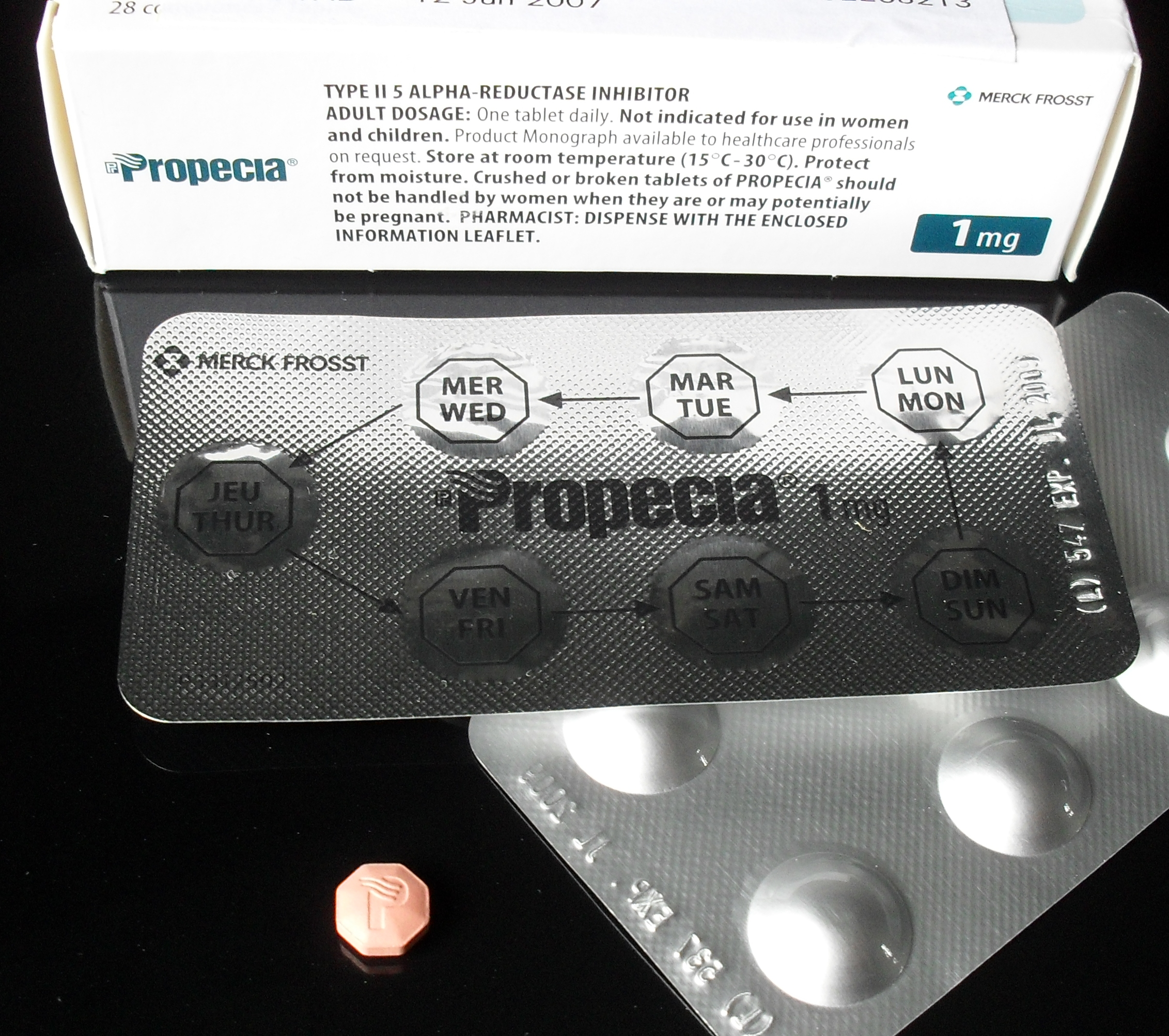
Propecia tabletta 15-30 C° között, szobahőmérsékleten tárolandó. 2010. Június 29.

A gyógyszerek stabilitása egy ható-, segédanyag, illetve gyógyszerkészítmény a változások ellen irányuló azon képessége, hogy a felhasználhatósági idő végéig kizárólag a minőségi követelményekben rögzített határértékeken belül változva megőrizze fizikai, kémiai, mikrobiológiai és biofarmáciai tulajdonságait, vagyis minőségét, hatékonyságát és relatíve ártalmatlanságát. A környezeti tényezők jelentősen befolyásolhatják a gyógyszerek stabilitását, amelyek a következők:
- Reaktív anyagok:

oxigén, szén-dioxid, víz, egyéb (pl. OH-, H+ ), csomagolóanyag (tároló edényzet)
- Energia:[2]

hő, fény, egyéb (pl. radiolízis)
- Katalizátorok:

nehézfém-ionok, enzimek

## Gyógyszerek stabilitását, minőségét befolyásoló környezeti tényezők
A fő környezeti tényezők a hőmérséklet, a páratartalom, és a fény. A gyógyszer tárolása, szállítása során gondoskodni kell ezek káros hatásának kiküszöböléséről egy utazás során is. A magas hőmérséklet és a fény a gyógyszerek spontán bomlását okozhatják, ezért a gyógyszeres dobozban található betegtájékoztató eltartásra, tárolásra vonatkozó utasításait is szigorúan be kell tartani, pl.: "Száraz, sötét, hűvös helyen tartandó!".
A gyógyszerek stabilitása és annak változásának következménye a gyógyszerben bekövetkező hatóanyag koncentrációjának csökkenése, és toxikus bomlástermékek megjelenése a gyógyszerben.
- Fizikai stabilitás:

a gyógyszerkészítmény eredeti fizikai tulajdonságai (alak, íz, oldékonyság, kolloidikai tulajdonságok) nem változnak, vagy a rögzített határértéken belül változhat.
- Fizikai változás és következményei:

halmazállapot (elfolyósodik), konzisztencia , viszkozitás (besűrűsödik), homogenitás (szétválik olaj- és víz-fázisra, törési szilárdság (porlékony lesz)
- Kémiai stabilitás:

a gyógyszerkészítményben lévő összes hatóanyag kémiai tulajdonságai változatlan maradjon, vagy a rögzített határértéken belül változhat.
- Kémiai változás:

elektronátmenettel járó oxidáció / redukció; lítikus reakciók hidrolízis; eliminációs reakciók dekarboxileződés / dezaminálás; addíciós reakciók polimerizáció; térbeli átrendeződések racemizáció / izomerizáció / stb.
- Kémiai változás következményei:

csökken a hatóanyag-tartalom, toxikus bomlástermékek, szennyező anyagok felszaporodása
- Mikrobiológiai stabilitás:

a gyógyszer steril maradjon vagy a mikroorganizmusok szaporodásával szembeni rezisztencia ne változzon. (Az alkalmazott tartósítószerek hatékonysága a tárolási idő alatt az előírásban rögzített határértéken belül változhat.)
- Mikrobiológiai változás:

pathogén kórokozók elszaporodása a készítményben
- Terápiás stabilitás:

a gyógyszerkészítmény terápiás(gyógyító) hatása ne változzon.
- Terápiás változás

farmakológiai hatáscsökkenés, mellékhatások megjelenése
- Toxikológiai stabilitás:

a gyógyszerkészítmény ártalmatlansága ne változzon.
- Toxikológiai változás:

bomlástermék, mint szennyező ill. toxikus anyag megjelenése

## Gyógyszerformák hőérzékenysége tárolási hőmérséklet szerint

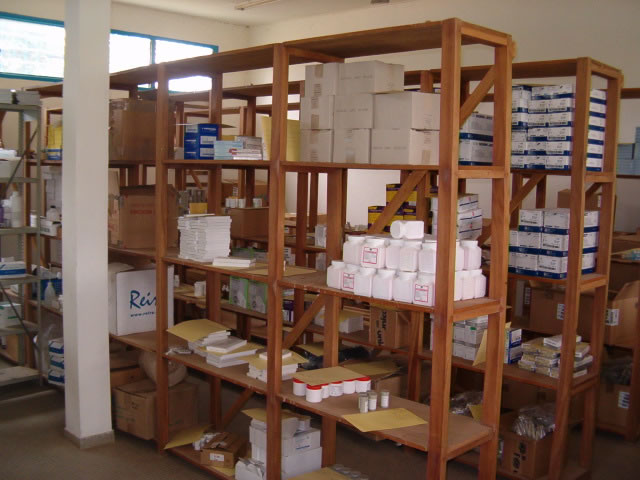
Gyógyszerek tárolása Dabakala városában. (Elefántcsontpart)., 2005. október 26.

| Gyógyszerforma       | Tárolási/ szállítási hőmérséklet (°C) | Hőérzékenység | Szállítási feltételek[3] |
| -------------------- | ------------------------------------- | ------------- | --- |
| Oldat                | 2-8                                   | Magas         | Nem fagyasztható; Felmelegedés utazás alatt akár 96 órán keresztül is, 15-25 °C-on elfogadható                                  |
| Liofilizált injekció | 2-8                                   | Közepes       | Meghosszabbított utazás alatt fagypont alatti hőmérséklet; Felmelegedés utazás alatt akár két hétig is, 15-25 °C-on elfogadható |
| Tabletták            | 15- 25                                | Alacsony      | Forró utazás akár két hétig is, 40-50 °C-on elfogadható; Hideg utazás két hétig -20 °C-on elfogadható                           |

## Gyógyszer-stabilitás extrém körülmények között, klímazónák

A hőmérséklet emelkedésével vagy csökkenésével a gyógyszerek stabilitása csökken, különösen érzékenyek a folyékony halmazállapotú gyógyszerformák erre a változásra (pl.: emulziók, szuszpenziók, cseppek, oldatok, infúziók, inyekciók).

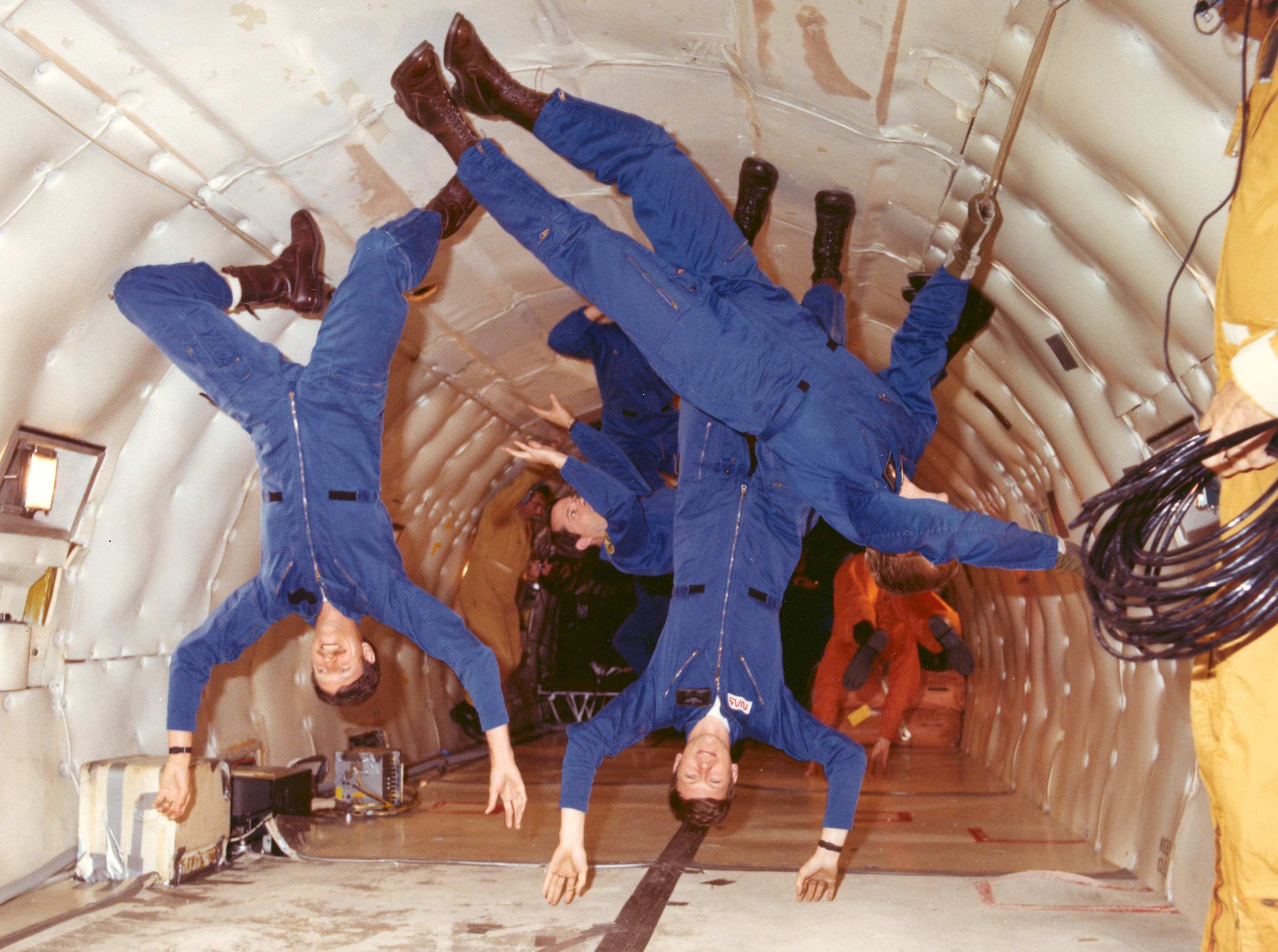
Űrhajósok súlytalanság állapotában. Az adatok azt mutatják, hogy bizonyos gyógyszerek az Űrállomás fedélzetén gyorsabban bomlanak, mint a Földön. Egyedi környezeti tényezők közé tartozik, a környezeti sugárzás, túlzott vibrációs erők, többszörös gravitáció és a magas szén-dioxid koncentráció. 1978. Great Images in NASA.

Egy utazási egészségügyi szett csak akkor hasznos, ha az rendelkezésre áll, azaz a megfelelő időben, a megfelelő mennyiségben és minőségben az utazó a gyógyszert hatékony formában alkalmazni tudja. A gyógyszerkészítmények sokkomponensű rendszerek, amelyeknek megfelelő minősége nagymértékben függ a tárolási, szállítási, csomagolási feltételektől, külső környezeti tényezőktől (fény, nedvesség, hőmérséklet).
A külső környezeti tényezőket az úti cél is meghatározza. Az úti cél lehet egy egzotikus ország, vagy extrém klimatikus, időjárási viszonyokkal bíró földrajzi terület, ahol egész más környezeti feltételek adottak, mint Európában. Gyógyszer-stabilitás a gyógyszerkészítmény azon képessége, hogy a lejárati idő (tárolási idő) végéig az előírt határokon belül megőrizze fizikai, kémiai, mikrobiológiai és biofarmáciai tulajdonságait. Gyógyszer-stabilitási szempontból klímazónákat különböztetünk meg, ennek figyelembevételével kell az útipatikát összeállítani, csomagolni, szállítani.

### Mérsékelt égövi I. klímazóna
kontinentális éghajlat, átlagos hőmérséklet: 21oC; nedvességtartalom: 45%
- Európa:

Anglia, Ausztria, Belgium, Bulgária, Csehország, Dánia, Finnország, Franciaország, Hollandia, Írország, Izland, Lengyelország, Luxemburg, Magyarország, Németország, Norvégia, Oroszország, Románia, Svájc, Svédország, Szlovákia és a szovjet utódállamok.
- Ázsia:

Afganisztán, Korea , Mongólia, Oroszország és a szovjet utódállamok
- Afrika:

Nincs
- Észak- és Közép-Amerika:

Kanada és az USA
- Dél-Amerika:

Bolívia és Chile
- Ausztrália és Óceánia országai:

Új-Zéland

### Szubtrópusi II. klímazóna
esetenként párás, átlaghőmérséklet: 25 °C; nedvességtartalom: 60%
- Európa: Délkelet-Európa országai, Málta, Olaszország, Portugália, Spanyolország,
- Ázsia: Japán, Kína, és Törökország
- Afrika: Dél-afrikai Köztársaság, Kanári-szigetek, Egyiptom, Etiópia, Kenya, Namíbia, Zimbabwe, Zambia
- Észak- és Közép-Amerika: Mexikó
- Dél-Amerika: Ecuador
- Ausztrália és Óceánia: Nincs szubtrópusi területe

### Forró és száraz III. klímazóna
extrém sivatagi körülmények is, átlaghőmérséklet: 30 °C; nedvességtartalom: 35%
- Európa:

Ciprus
- Ázsia:

Szaúd-Arábia, Irak, Irán, Izrael, Libanon, Nepál, Jemen és Jordánia
- Afrika:

Csád, Gambia, Zöld-foki Köztársaság, Líbia, Mali, Marokkó, Niger, Szenegál, Szomália, Szudán, Tunézia és Burkina Faso (korábban Felső-Volta)
- Észak és Közép Amerika:

Barbados
- Dél Amerika:

Kolumbia, Paraguay, Peru, Argentína és Uruguay
- Ausztrália és Óceánia

Ausztrália és Óceánia

### Trópusi IV. klímazóna
forró és párás, átlaghőmérséklet: 30 °C; nedvességtartalom: 70%
- Európa:

Nincs
- Ázsia:

Áden kormányzóság, Bahrein, Banglades, Burma, Borneó, Hongkong, India, Indonézia, Kambodzsa, Kuvait, Laosz, Malajzia, Omán, Fülöp-szigetek, Srí Lanka, Szingapúr, Tajvan, Thaiföld, Vietnám
- Afrika:

Angola, Ghána, Guinea,  Libéria, Madagaszkár, Mauritius, Mozambik, Nigéria, Sierra Leone, Tanzánia, Togo
- Észak- és Közép-Amerika:

El Salvador, Jamaica, Kuba, Panama, Dominikai Köztársaság, Trinidad és Tobago
- Dél Amerika:

Brazília, Guyana, Venezuela
- Ausztrália és Óceánia:

Új-Guinea

### Sarkvidéki V. klímazóna
extrém hideg az év összes napján, erős napsugárzás

### Magashegyi VI. klímazóna
extrém hideg, oxigén-hiányos légkör, erős napsugárzás

### Galaktikus VII. klímazóna
súlytalanság (űrturizmus, űrorvostan, űrgyógyszerészet), a Föld pulzáló mágneses sugárzásának hiánya, galaktikus kozmikus sugárzás (HZE részecskék), vibráció, gravitáció többszöröse, magas szén-dioxid koncentráció

## Gyógyszerstabilitás és aszepszis
"Soap and water and common sense are the best disinfectants." Sir William Osler : Aphorisms (1961)

Számos gyógyszert (keverékinfúzió) az elkészítése során össze kell keverni, vagy pufferolni az infúziós sóoldatot a használat előtt. Ezek elkészítése során óvatosan kell eljárni annak biztosítására, hogy a steril gyógyszerkészítményeket ne szennyezzük mikrobákkal az előkészítés, alkalmazás vagy a tárolás, szállítás közben. Még ha a készítmény steril is, nincs garancia arra, hogy az utazás alatt az is marad. Pl.: egy infúziós szerelék felhasználhatóságának ideje lejárt, és ezt mégis felhasználjuk a betegben hidegrázás jelentkezhet magas lázzal.
Biotechnológiában sterilnek tekinthető egy zárt rendszer, ha abban semmiféle mikroorganizmus vagy annak bármilyen formája nincs. Gyógyszerészeti szempontból a gyógyszerek, kötözőszerek, infúziós szerelék, orvosi eszközök stb. a gyógyszerkönyv szempontjából csak akkor tekinthetők sterilnek, ha azt a gyógyszerkönyvben előírt módon sterilezték vagy sterilitást biztosító eljárással készítették és a sterilitást fenntartó módon tárolják, továbbá, ha a gyógyszerkönyvben előírt sterilitási vizsgálatok során abból élő mikroorganizmusok nem voltak kitenyészthetők sem aerob, sem anaerob körülmények között, illetve az életképes mikroorganizmusoktól való mentesség.

### Steril gyógyszerformák
- injekciók
- infúziók
- egyes szemcseppek
- egyes szemkenőcsök
- szemmosó folyadékok
- kontaktlencse ápolók
- egyes inhalaszolok
- egyes aeroszolok
- egyes hintőporok
- egyes kenőcsök
- egyes krémek
- peritoneális dializáló oldatok.[16]

### Gyakorlati szabályok
- Aszeptikus gyógyszerkészítés alapvető szabályait betartani, ha lehetséges.

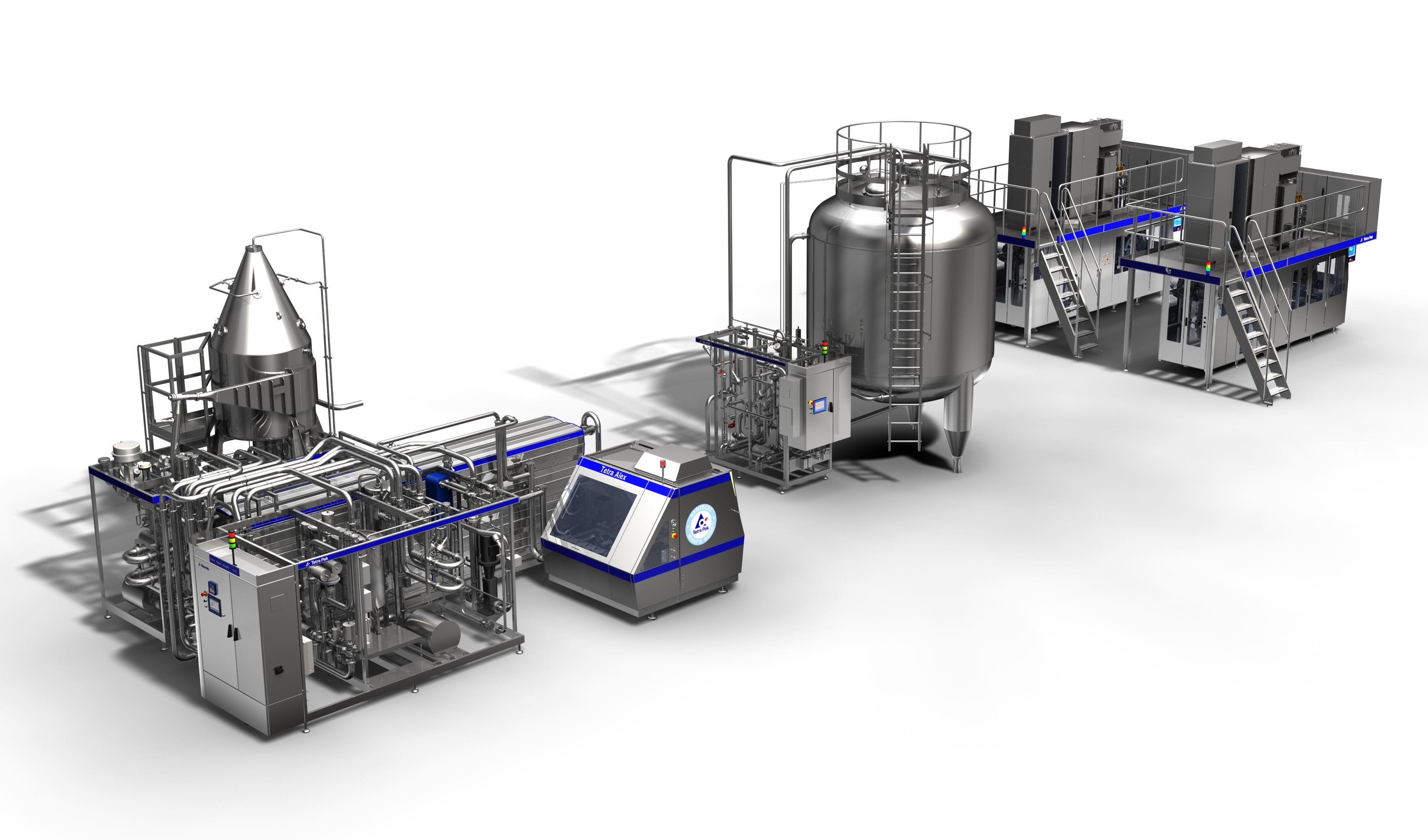
Tetra Pak-feldolgozó berendezések aszeptikusan zárt rendszere. 05. 2008.

Az aszepszis fogalma: alkalmazott munkamódszerek (tisztasági, takarítási szabályok), munkafolyamatok és magatartásformák összessége, amelyekkel a mikrobák a beteg szervezetétől, de annak különösen nyitott testszöveteitől, nyálkahártyáitól, testüregeitől, testnyílásaitól steril vagy részben steril gyógyszerek (injekció, infúzió), gyógyászati segédeszközök (tűk, fecskendők, infúziós szerelékek), kötszerek(sebvarró fonál) műszerek, anyagok alkalmazásával, részben fertőtlenített, mikrobaszegény környezet megteremtésével távol tarthatók.
- Steril készítmények megbontás után maximum 24 óráig használhatók fel hűtőszekrényben tárolva kórházi körülmények között.
- A tárolási és szállítási hőmérsékletet szigorúan be kell tartani, mert a tartós termikus behatás a gyógyszerben a hatóanyag csökkenését okozhatja.
- Trópusi körülmények között PVC-tároló edényt nem célszerű alkalmazni.
- Trópusi körülmények között a gyógyszerek biohasznosulása is változhat.